# William Trulock Beeks

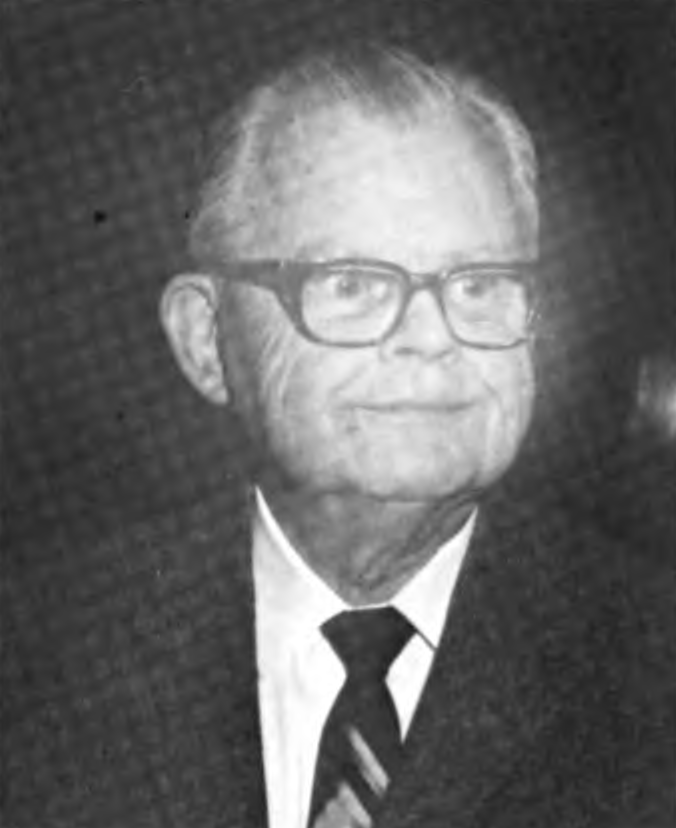
William Trulock Beeks

William Trulock Beeks (* 6. Mai 1906 in El Reno, Oklahoma-Territorium; † 30. Dezember 1988 in Seattle, Washington) war ein US-amerikanischer Jurist. Nach seiner Berufung durch Präsident John F. Kennedy fungierte er ab 1961 als Bundesrichter am Bundesbezirksgericht für den westlichen Distrikt von Washington.

## Werdegang
William Beeks besuchte nach seinem Schulabschluss die School of Law der University of Washington in Seattle, an der er 1932 den Bachelor of Laws erwarb. Anschließend praktizierte er bis 1942 als Rechtsanwalt in Seattle, ehe er im Zweiten Weltkrieg in der US Army. Er nahm 1946 im Rang eines Colonel seinen Abschied vom Militär und nahm seine juristische Tätigkeit in Seattle wieder auf, der er bis 1961 nachging.
Am 4. August 1961 wurde Beeks durch Präsident Kennedy als Nachfolger von John Clyde Bowen zum Richter am United States District Court for the Western District of Washington ernannt. Nach der Bestätigung durch den US-Senat, die am 15. August desselben Jahres erfolgte, konnte er unmittelbar darauf sein Amt antreten. Von 1971 bis 1973 war er als Chief Judge Vorsitzender dieses Bundesgerichts. Am 31. Mai 1973 wechselte er in den Senior Status und ging damit faktisch in den Ruhestand. Sein Sitz fiel an Donald S. Voorhees; den Vorsitz des Gerichts übernahm William Nelson Goodwin. William Beeks verstarb am 30. Dezember 1988 in Seattle.